# Moncef Mestiri
Pour les articles homonymes, voir Famille Mestiri et Mestiri.
Moncef Mestiri, né en 1901 et mort en 1971, est un homme politique et journaliste tunisien.
Il naît dans une famille de la bourgeoisie tunisoise composée de propriétaires terriens installés à Tunis à la fin du XVIIIe siècle après avoir quitté Monastir.
Il suit des études à la Zitouna. À l'époque du protectorat français, il joue un rôle important dans la fondation du Destour. Avec Abdelaziz Thâalbi, Ahmed Essafi, Ahmed Taoufik El Madani, Mohieddine Klibi et Chedly Khaznadar (ar) entre autres, il devient un adversaire du Néo-Destour, scission du Destour fondée en 1934.
Journaliste, il s'associe à la création du journal El Irada. Il crée également le journal El Istiqlal qui s'intéresse, dans l'un de ses numéros, au statut personnel et à la future constitution qui, à travers son neveu Ahmed devenu ministre de la Justice et le mufti Mohamed Abdelaziz Djaït, inspire le Code du statut personnel et la constitution de 1959.
Après l'indépendance, il est marginalisé par le nouveau pouvoir du président Habib Bourguiba.